# Богдан (Шпилька)
Митрополи́т Богда́н (в миру Теодо́р Ива́нович Шпи́лька; 8 марта 1892, село Дмитровичи, Мостисский уезд, Галиция — 1 ноября 1965, Оттава) — епископ Константинопольской православной церкви, митрополит Евкарпийский, предстоятель Украинской православной церкви в Америке.

## Биография
Родился 8 марта 1892 года в селе Дмитровичи (ныне во Львовской области) в семье Ивана и Екатерины Шпилек, сельских господарей. Своим сыновьям они старались дать высшее образование.
Вслед за старшим братом младший Теодор пошёл в украинскую гимназию в Перемышле, которую окончил в 1913 году.
В том же году начал своё богословское образование в Станиславе, продолжал его в Граце и завершил в 1917 году, окончив богословский факультет Львовского университета.
Участвовав в украинском движении на Лемковщине и руководстве Республики Команча, был особенно деятелен при организации комитета Обороны Лемковщины в уездах Санок и Риманов. После провозглашения Западно-Украинской республики богослов Теодор Шпилька работал в отделе снабжения при министерстве внутренних дел.
После поражения ЗУНР и вхождения её территории в состав Польши в 1919 году уехал в Вену, где поступил в Экспортную академию. Во время учёбы был председателем Общества Украинских Студентов при Экспортной Академии.
По окончании академии в 1923 году уехал в Чехословакию и поступил на юридический факультет при Украинском свободном университете в Праге, став абсольвентом права. Затем уехал на Закарпатье, где занимался педагогической работой.
Здесь он принял диксонскую и священническую хиротонию от архиепископа Пражского и всея Чехословакии Савватия (Врабеца), находившегося в юрисдикции Константинопольского патриархата.
15 мая 1936 года принял предложение стать епископом Украинской православной церкви в Америке, которая лишилась епископского возглавления после смерти Иосифа (Жука).
8 декабря 1936 году переехал США, где был принят в юрисдикцию Американской архиепископии Константинопольского патриархата архиепископом Афинагором (Спиру).
17 декабря 1936 года принял монашество с именем Феодосий (или по-украински Богдан) и возведён в сан архимандрита.
28 февраля 1937 года в греческой церкви Пресвятой Троицы Нью-Йорке состоялась его хиротония во епископа Евкарпийского, викария Американской архиепископии Константинопольского патриархата по управлению украинскими приходами. Хиротонию совершили архиепископ Афинагор (Спиру) и епископ Сан-Францисский Каллист (Папагеоргопулос).
Митрополит Богдан, который тогда управлял приблизительно 45-ю приходами и миссиями, также имел некоторый начальный успех в привлечении приходов от неканонической УПЦ в США, в связи с его более умеренными взглядами по сравнению с Иоанном (Теодоровичем).
Имел определённый успех в привлечении к Православию коренных американцев и рукоположил более двенадцати в священный сан без богословского образования. По большей части это духовенство оказалось ненадёжным; исключением стал будущий архиепископ Димитрий (Ройстер).
В 1949 году он на короткое время вошёл в состав новооснованной «Украинской и Карпаторусской Митрополии всея Северной и Южной Америки», которая была провозглашена 13 марта этого года в его кафедральном соборе. Вместе с ним сюда вошли митрополит на покое Польськой православной церкви Иларион (Огиенко) (который был интронизирован «митрополитом УПЦ всея Северной и Южной Америки») и другой иерарх Константинопольского патриархата — епископ Орест (Чорнок). Однако эта митрополия не получила продолжения, потому что уже 28 апреля того же года под давлением своих верных епископ Орест вышел из неё, а митрополит Иларион окончательно отказался от существования этой митрополии в августе 1951 года.
Автор православного катехизиса на украинском и английском языках и пропагандистских брошюр. Выпускал журнал «Украинский вестник».
В 1958 году был определён титулярным митрополитом с прежним титулом.
После 1957 года активность митрополита Богдана все более и более понижалась, в основном из-за преклонного возраста, из-за чего он потерял часть своих приходов.
Скончался 1 ноября 1965 года в Оттаве.